# کریپتوکریستالین
کریپتوکریستالین (انگلیسی: Cryptocrystalline) (نهان‌بلوری) یک ریزساختار یا بافت سنگ است که از بلورهای بسیار ریز تشکیل شده‌است، به طوری که ماهیت بلوری آن حتی با میکروسکوپ هم به‌طور مبهمی آشکار می‌شود. این نوع ساختار در لام نازک با عبور قطبش نور قابل مشاهده است.
در بین سنگ‌های رسوبی، چرت و سنگ آتشزنه کریپتوکریستالین هستند. کربنادو (نوعی الماس) نیز کریپتوکریستالین است. سنگ‌های آتشفشانی، به ویژه از نوع فلیسی مانند فلسیت و ریولیت، ممکن است دارای خمیره کریپتوکریستالین باشند. این نوع خمیر با ابسیدین خالص (فلیسی) یا تاکیلیت (مافیک) که شیشه‌های طبیعی هستند، متفاوت است. عقیق و سنگ باباغوری نمونه‌هایی از سیلیس کریپتوکریستالین (سنگ یمانی) هستند.